# العلاقات البرازيلية السيشلية
العلاقات البرازيلية السيشلية هي العلاقات الثنائية التي تجمع بين البرازيل وسيشل.

## مقارنة بين البلدين
هذه مقارنة عامة ومرجعية للدولتين:
| وجه المقارنة                                              | البرازيل | سيشل                                                |
| --------------------------------------------------------- | --- | --------------------------------------------------- |
| المساحة (كم2)                                             | 8.52 مليون | 459                                                 |
| عدد السكان (نسمة)                                         | 202.66 مليون | 95.84 ألف                                           |
| الكثافة السكانية (ن./كم²)                                 | 23.79 | 20.88 ألف                                           |
| العاصمة                                                   | برازيليا، ريو دي جانيرو | فيكتوريا                                            |
| اللغة الرسمية                                             | برتغالية برازيلية، Brazilian Sign Language ‏ | لغة فرنسية، لغة إنجليزية، اللغة الكريولية السيشيلية |
| العملة                                                    | ريال برازيلي، كروزيرو ريال برازيلي ‏، كروزيرو البرازيلية (1990–1993)، البرازيلي كروزادو نوفو، كروزادو برازيلي، cruzeiro ‏، كروزيرو البرازيلية (1942–1967)، الريال البرازيلي (قديم) | روبية سيشلية                                        |
| الناتج المحلي الإجمالي (بليون دولار)                      | 2.06 تريليون | 1.49 مليار                                          |
| الناتج المحلي الإجمالي (تعادل القوة الشرائية) بليون دولار | 3.22 تريليون | 2.54 مليار                                          |
| الناتج المحلي الإجمالي الاسمي للفرد دولار أمريكي          | 8.54 ألف | 15.48 ألف                                           |
| الناتج المحلي الإجمالي للفرد دولار أمريكي                 | 15.89 ألف | 26.42 ألف                                           |
| مؤشر التنمية البشرية                                      | 0.754 | 0.772                                               |
| رمز المكالمات الدولي                                      | +55 | +248                                                |
| رمز الإنترنت                                              | .br | .sc                                                 |
| المنطقة الزمنية                                           | | ت ع م+04:00                                         |

## منظمات دولية مشتركة
يشترك البلدان في عضوية مجموعة من المنظمات الدولية، منها:
| علم المنظمة | اسم المنظمة                        | تاريخ انضمام البرازيل | تاريخ انضمام سيشل |
| ----------- | ---------------------------------- | --------------------- | ----------------- |
|             | الاتحاد البريدي العالمي            | ?                     | ?                 |
|             | يونسكو                             | 4 نوفمبر 1946         | 18 أكتوبر 1976    |
|             | البنك الدولي للإنشاء والتعمير      | 14 يناير 1946         | 29 سبتمبر 1980    |
|             | وكالة ضمان الاستثمار متعدد الأطراف | 7 يناير 1993          | 15 سبتمبر 1992    |
|             | البنك الإفريقي للتنمية             | ?                     | ?                 |
|             | الاتحاد الدولي للاتصالات           | 4 يوليو 1877          | 17 سبتمبر 1999    |
|             | منظمة الشرطة الجنائية الدولية      | ?                     | 1 سبتمبر 1977     |
|             | مؤسسة التمويل الدولية              | 31 ديسمبر 1956        | 11 يونيو 1981     |
|             | الأمم المتحدة                      | 24 أكتوبر 1945        | 21 سبتمبر 1976    |
|             | الفريق المعني برصد الأرض           | ?                     | ?                 |
|             | منظمة حظر الأسلحة الكيميائية       | ?                     | 29 أبريل 1997     |

## وصلات خارجية
- موقع وزارة الخارجية البرازيلية